# Thomas Pollock Anshutz

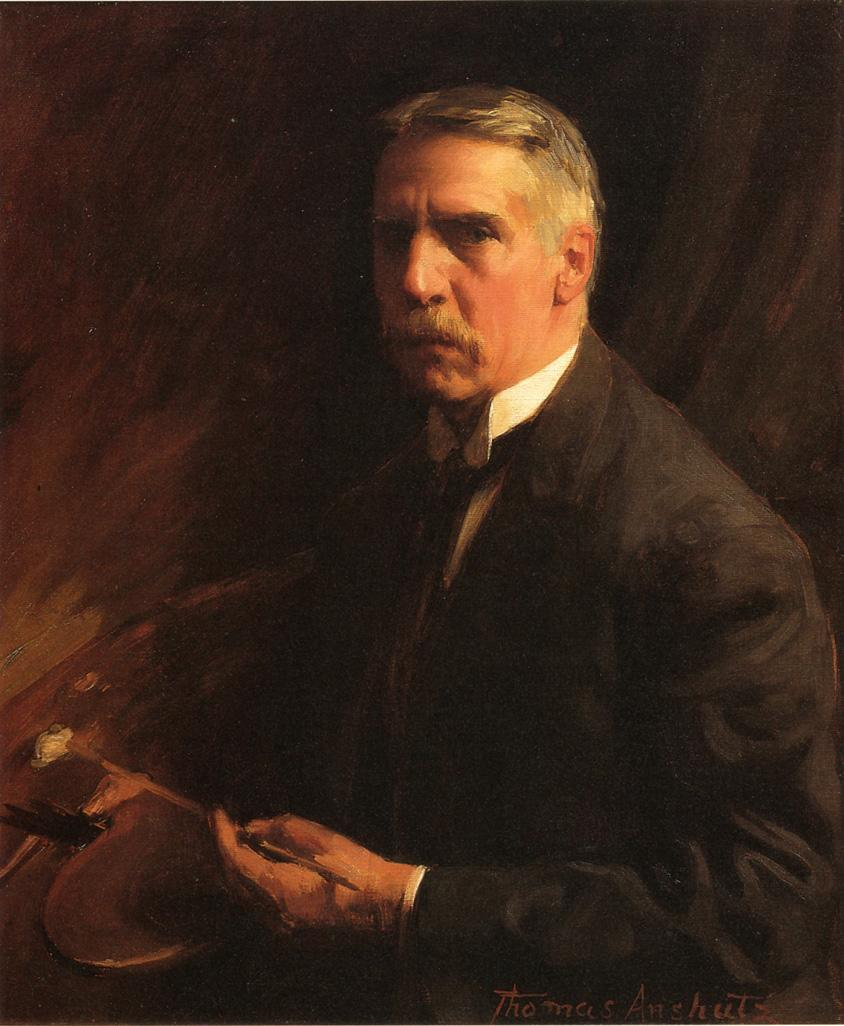
Zelfportret, 1909

Thomas Pollock Anshutz (Newport, 5 oktober 1851 - Philadelphia, 16 juni 1912) was een Amerikaans kunstschilder. Hij wordt gerekend tot het realisme, maar schilderde later in een lossere, impressionistische stijl.

## Leven en werk
Anshutz studeerde aan de National Academy of Design in New York en volgde in 1875 een cursus bij Thomas Eakins aan de Pennsylvania Academy of the Fine Arts in Philadelphia. In 1878 werd hij daar assistent van Eakins en de twee zouden levenslang bevriend blijven.

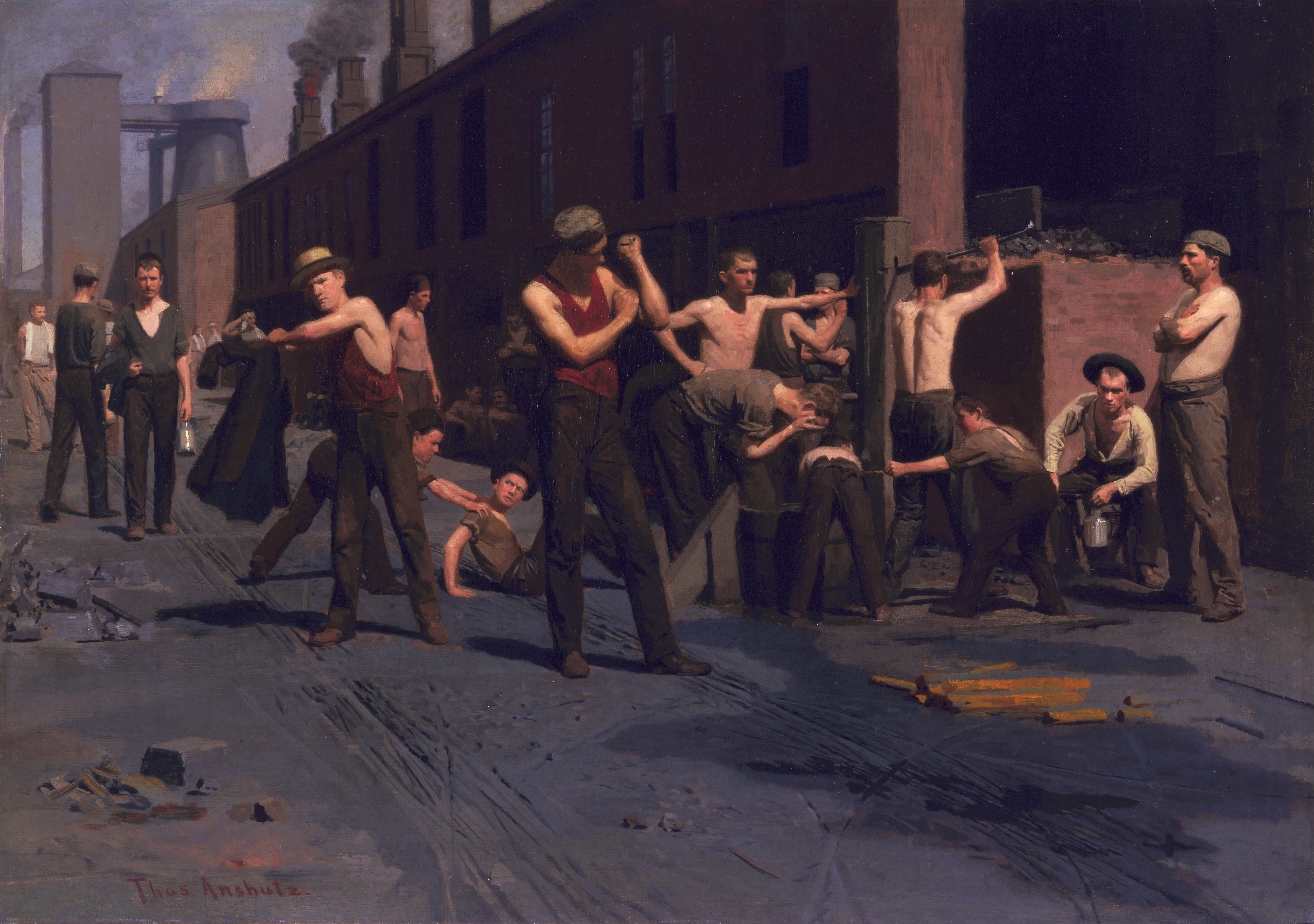
Ironworkers' Noontime, 1880

In 1880 voltooide Anshutz zijn wellicht bekendste schilderij Ironworker's Noontime, een sterk figuratieve weergave van een aantal arbeiders tijdens schafttijd op de binnenplaats van een gieterij. Het vestigde daarmee zijn naam als vooraanstaand Amerikaans realistisch schilder. Vaak beeldde hij de grauwheid van het industriële leven uit. Duidelijk herkenbaar is de interesse die hij rond die tijd opvatte voor de fotografie. Samen met Eakins maakte hij veel foto's van modellen, vaak jonge naakte vrouwen of boksende, worstelende of zwemmende mannen. Later werden de foto's dan vaak gebruikt als voorbeeld voor een schilderij. In de jaren 1880 had hij ook veel succes als portretschilder.
In 1886 werd Anshutz benoemd tot hoofddocent aan de Pennsylvania Academy of the Fine Arts, als opvolger van Eakins, die zelf directeur werd. Hij leidde er tal van kunstschilders op, waaronder George Luks, Charles Demuth, John Sloan, Charles Sheeler, Everett Shinn, John Marin, William Glackens en Robert Henri. Om zichzelf verder in de schilderkunst te bekwamen en als leraar zijn blik te verruimen, reisde hij diverse malen naar Europa en volgde in 1892 onder andere cursussen aan de Académie Julian te Parijs. Zijn stijl werd na die tijd duidelijk losser en lichter, onder invloed van de Franse impressionisten. Regelmatig zou hij later ook in waterverf schilderen, vaak ook ‘en plein air’. Tijdens de vakanties schilderde hij vaak in Holy Beach te Cape May County. In 1898 richtte Anshutz met Hugh Breckenridge de Darby School op, een zomerschool net buiten Philadelphia, waar ze doceerden in het 'en plein air' schilderen.
Anshutz trok ook aandacht met zijn socialistische ideeën. Hij was lid van de National Academy of Design en voorzitter van de Philadelphia Sketch Club. In 1912 overleed hij, 60 jaar oud. Zijn werk is onder meer te zien in het Brooklyn Museum en het Metropolitan Museum of Art in New York, het Smithsonian American Art Museum in Washington D.C., het Carnegie Museum of Art in Pittsburgh en de Pennsylvania Academy of the Fine Arts.

## Galerij

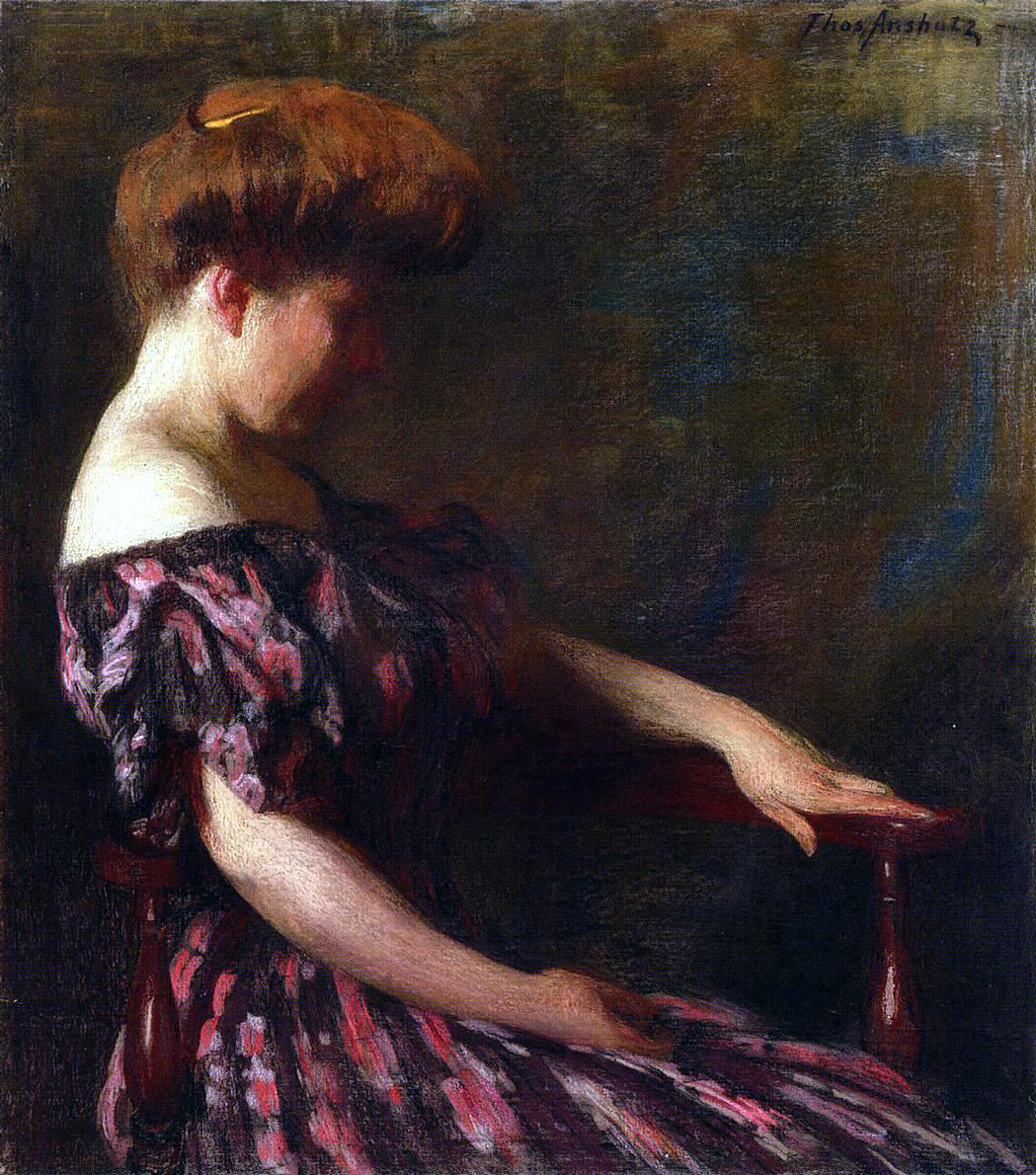
A Flowered Gown
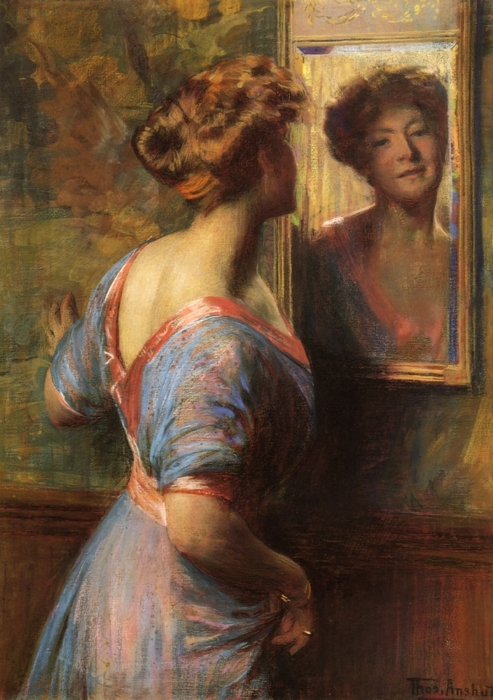
A Passing Glance
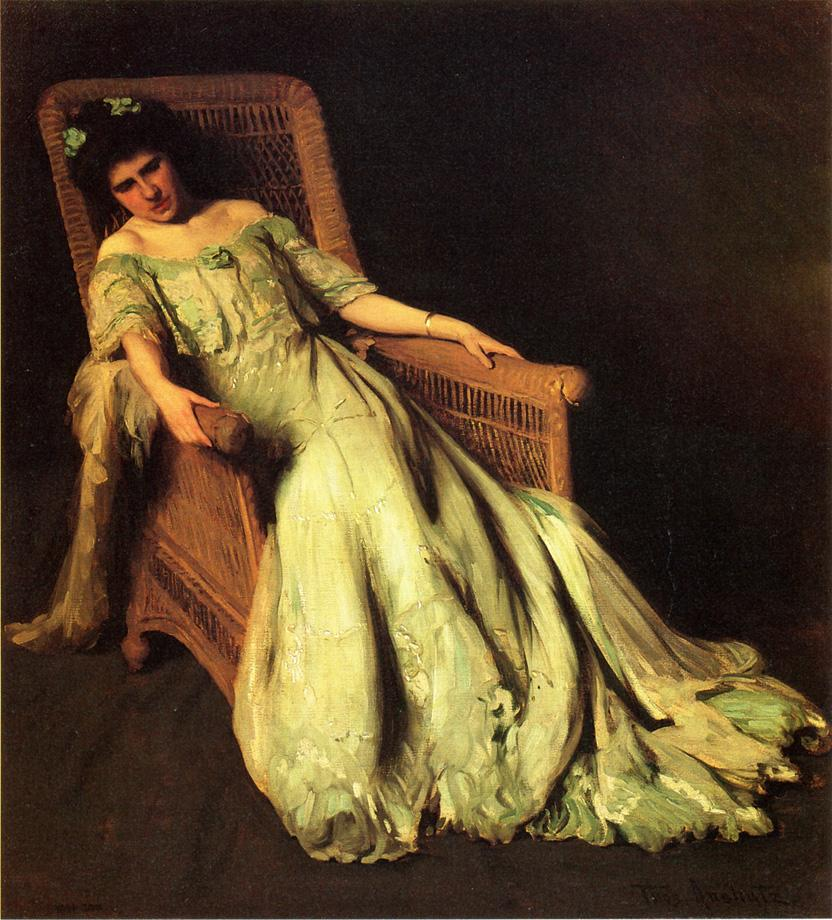
Figure Piece
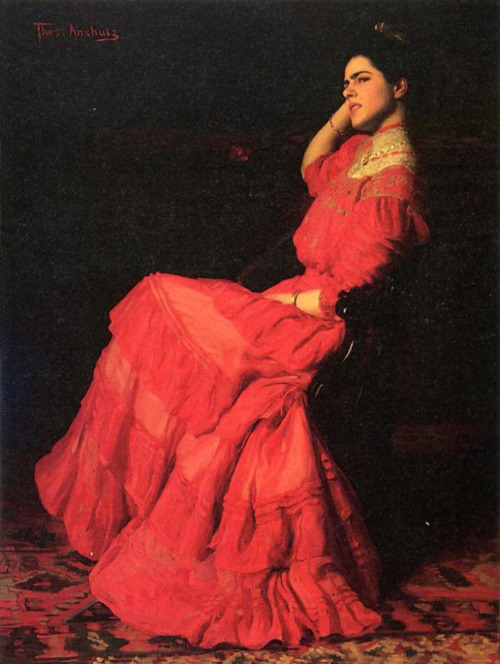
A Rose
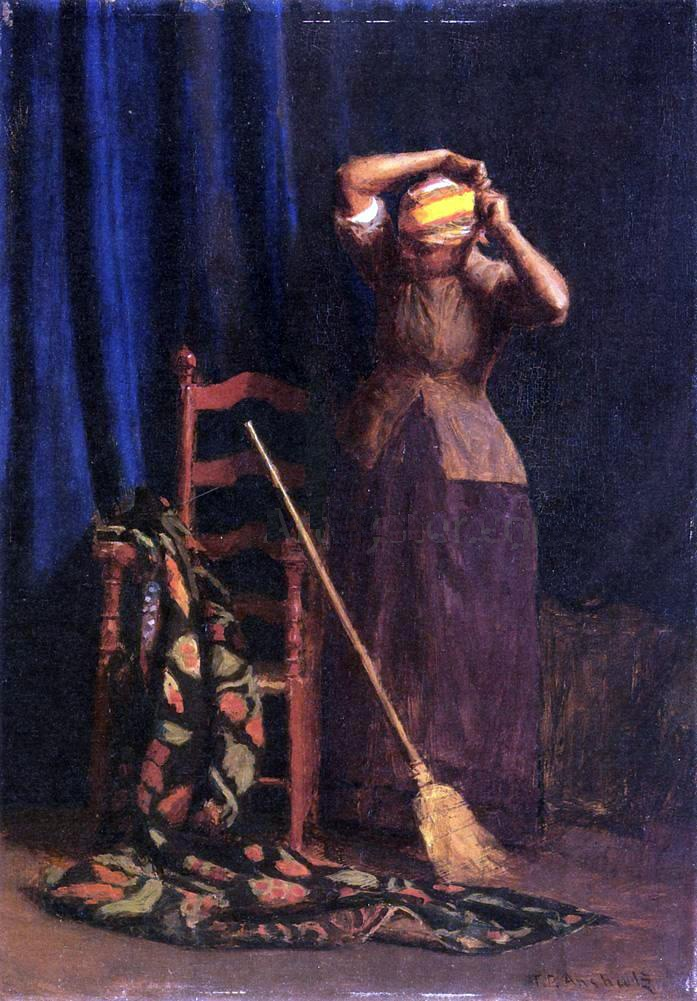
The Chore
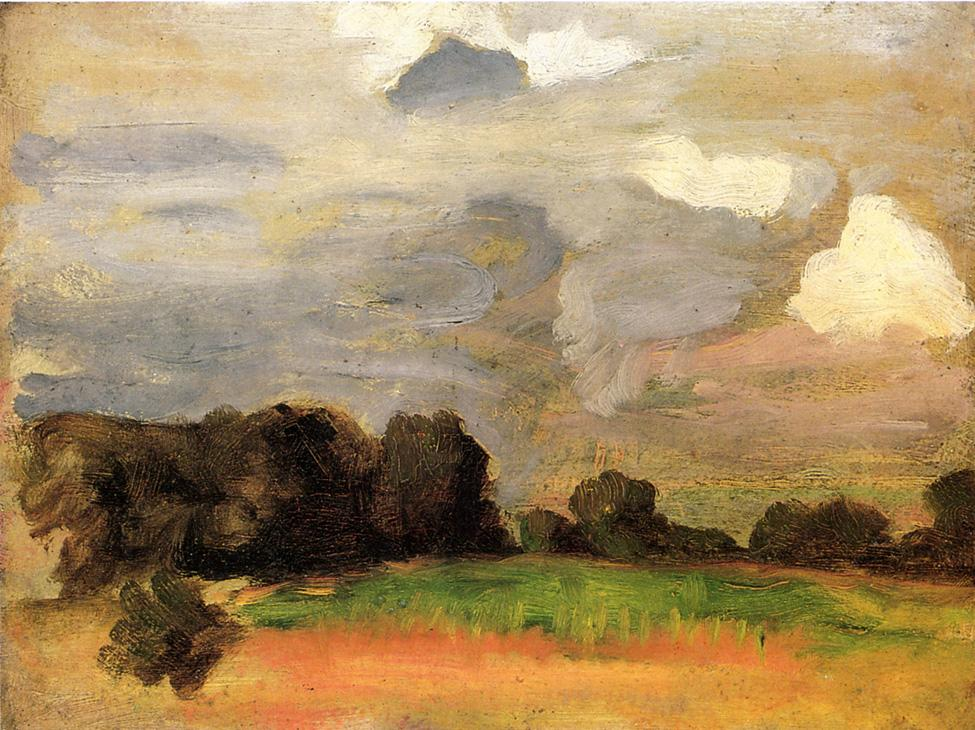
Landscape with Grey Sky
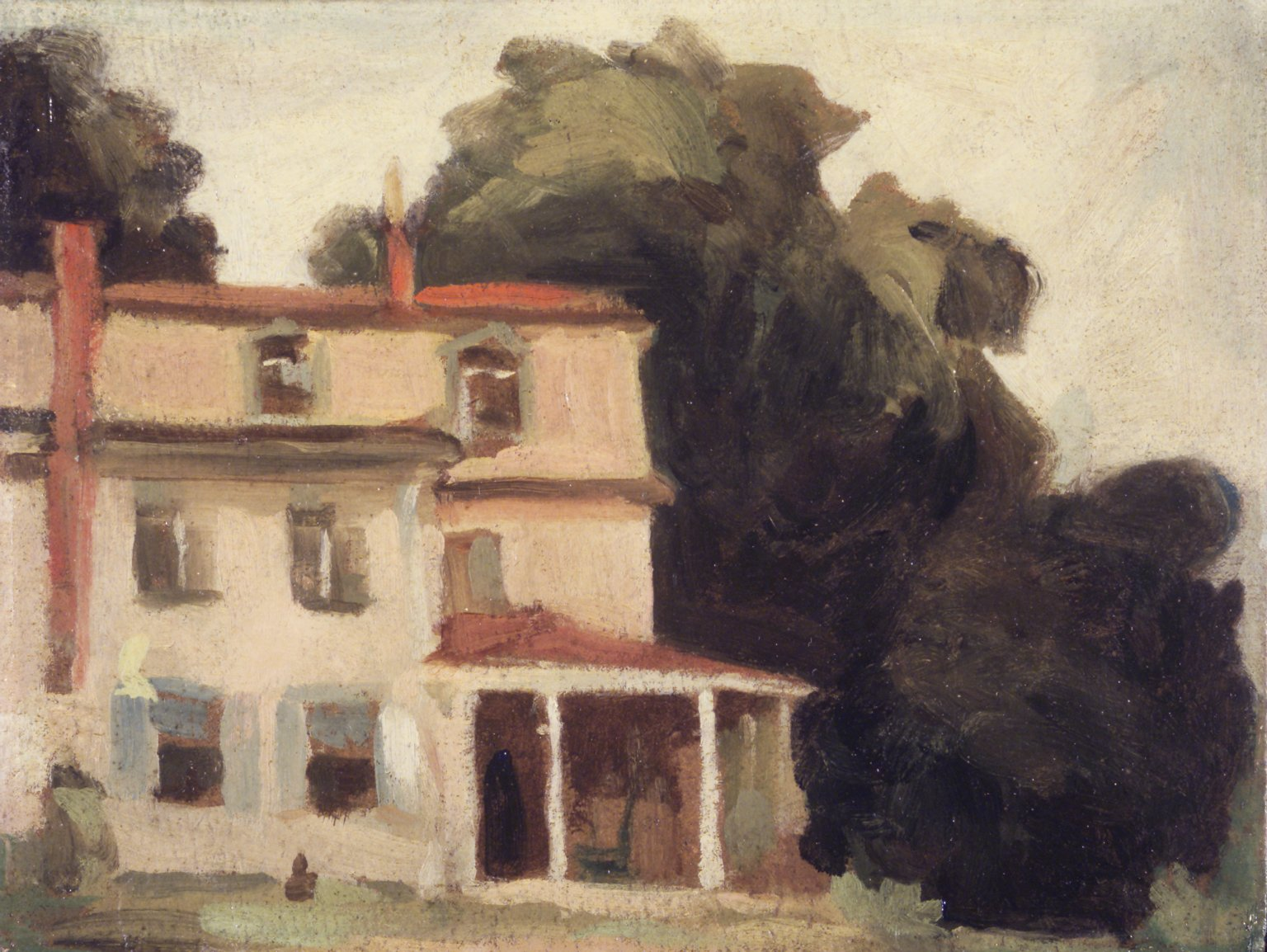
House and Tree (The Artist's House)
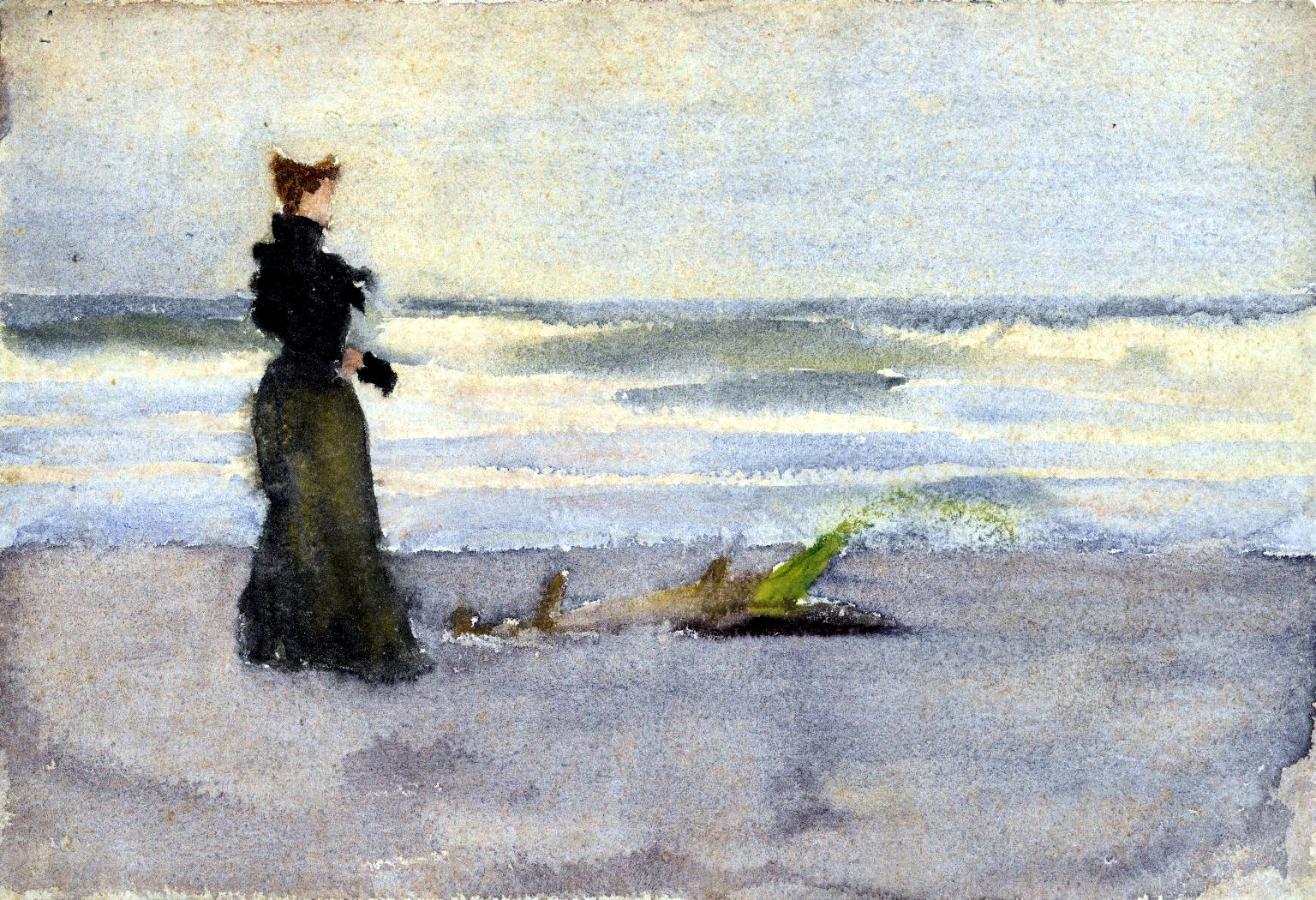
Edwardian woman on the Beach
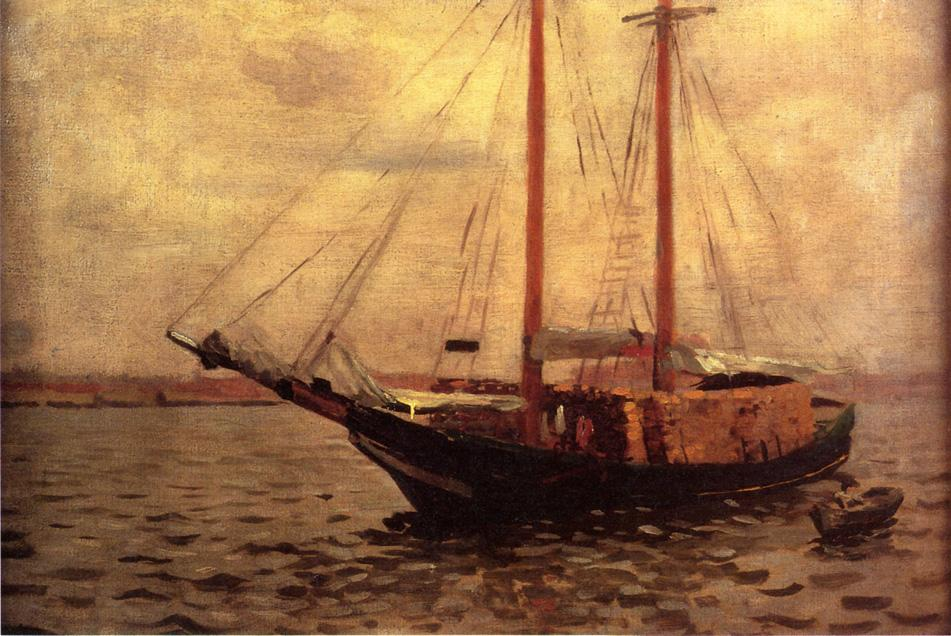
The Lumber Boat
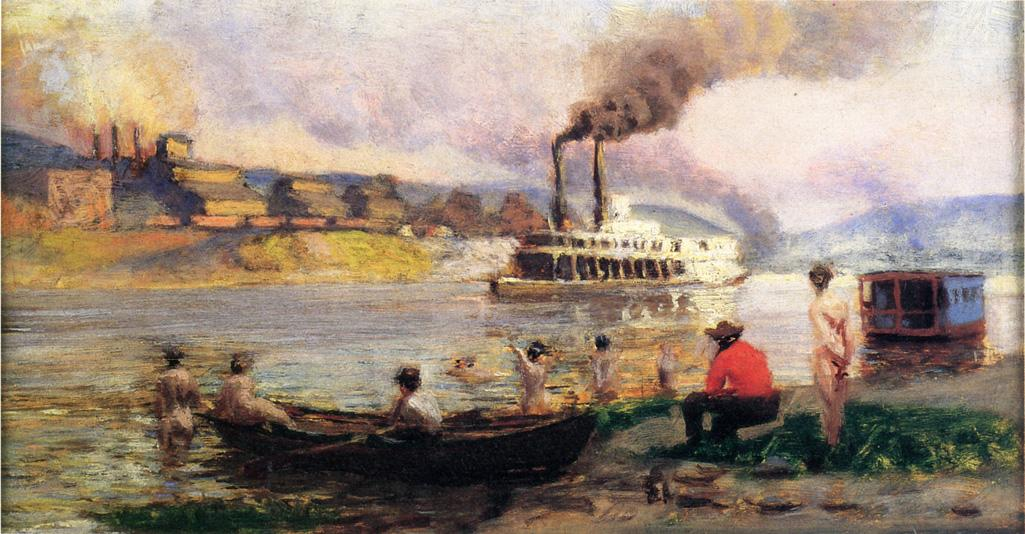
Steamboat on the Ohio